# Badmintonska Zveza Slovenije
Badmintonska Zveza Slovenije is de nationale badmintonbond van Slovenië.
De huidige president van de Sloveense bond is Andrej Pohar, hij is de president van een bond met 1.696 leden, die verdeeld zijn over 29 verschillende badmintonclubs. De bond is sinds 1968 aangesloten bij de Europese Bond.